# 楽郊県
楽郊県（らくこう-けん）は中華人民共和国遼寧省にかつて存在した県。現在の瀋陽市瀋河区付近に相当する。
遼代に設置された三河県を前身とする。まもなく楽郊県と改称されたが、元代に廃止されている。